# Termoelektrarna Brestanica
Termoelektrarna Brestanica je ena izmed štirih termoelektrarn v Sloveniji. Leži na severu kraja Brestanica in je pomemben gospodarski in zaposlitveni objekt okolice.

## Zgodovina
Termoelektrarno Brestanica so pričeli graditi leta 1939 pod okriljem Trboveljske premogokopne družbe. Elektroenergetski objekt z močjo dvakrat po 12,5 MW so začeli graditi zaradi vse večje proizvodnje bližnjega rudnika rjavega premoga na Senovem . Ta je začel z večjim izkopom premoga po prvi svetovni vojni, pri kopanju premoga pa je nastajalo veliko premogovega prahu, ki ga je bilo smiselno koristno uporabiti. V raziskavah tamkajšnjih ležišč premoga so ocenili, da bi količina zadoščala za dolgotrajno oskrbo nove Termoelektrarne v Brestanici. Začetek vojne leta 1941 je elektrarna dočakala sredi izgradnje in okupator je kljub vojni izgradnjo nadaljeval, tako da je v začetku julija 1943 začel redno obratovati prvi agregat z močjo 12,5 MW.
Konec šestdesetih let so začeli intenzivno iskati razvojne možnosti Termoelektrarne. K razmišljanju so pritegnili domača in tuja elektroinženirska podjetja, pa tudi sami so se dejavno vključili. Kmalu po letu 1970 je bila že pripravljena investicijska dokumentacija za izgradnjo edinstvenega elektroenergetskega objekta v takratni Jugoslavije, to je plinsko-parna elektrarna. Pri načrtovanju sta bila kot gorivo predvidena ekstra lahko kurilno olje in primarni bencin. V začetku sedemdesetih let so jo začeli preurejati, saj so bile naprave tehnološko zastarele in iztrošene. Obenem so leta 1972 začeli graditi novo plinsko-parno elektrarno s skupno močjo 95 MW. Izgradnja in rekonstrukcija sta trajali do leta 1975. Septembra tega leta je elektrarna začela poskusno obratovati kot tehnološka celota.

## Pomen elektrarne

### Gospodarski pomen
Osnovni razlog za izgradnjo takšnega tipa energetskega objekta je bil preprečevanje nevščenosti ob primanjkljajih električne energije . Objekt bi pomenil rezervno moč za takojšnje kritje potreb po električni energiji ter predvsem varno in zanesljivo oskrbo bližnje Nuklearne elektrarne Krško ob morebitnem razpadu elektroenergetskega sistema Slovenije. Termoelektrarna Brestanica ima namreč možnost zagona brez zunanjega vira napetosti.

### Lokalni pomen
Termoelektrarna Brestanica je vse od začetka svojega obratovanja pomembno vplivala na urbanistični, industrijski, kulturni in tudi športni razvoj kraja. Trenutno zaposluje okoli 130 delavcev, kar pokriva približno četrtino aktivnega prebivalstva kraja Brestanica.

## Zmogljivost
7 plinskih turbin:
- 3 bloki vsak po 23 MW
- 2 bloka vsak po 114 MW
- 2 bloka vsak po 53 MW (PB6 in PB7 obratujeta, PB7 od junija 2021)